# Draba pusilla
Draba pusilla är en korsblommig växtart som beskrevs av Federico Philippi och Rodolfo Amando Philippi. Draba pusilla ingår i släktet drabor, och familjen korsblommiga växter. Inga underarter finns listade i Catalogue of Life.